# Annerose Fröhlich
Annerose Fröhlich, eigentlich Anne-Rose Karla Johanna Fröhlich (* 25. Januar 1893 in Schwepnitz; † 14. Januar 1970) war eine deutsche Pädagogin und Historikerin. Durch ihr Wirken förderte sie die Entwicklung sozialer Berufsbilder, besonders für Frauen, und deren Anerkennung in der Gesellschaft.

## Familie und Herkunft
Annerose Fröhlich entstammte einer theologisch und pädagogisch geprägten Familie. Sie wurde als Tochter des Pfarrers Heinrich Jakob Karl Fröhlich (1864–1917) und dessen Ehefrau Marie Ernestine Rosa Süvern (1870–1940) geboren. Der Vater war während Anneroses früher Kindheit Pfarrer in Schwepnitz, wenig später in Vielau (Reinsdorf) und in der Diakonissenanstalt Dresden. Ihre Mutter wurde bekannt durch ihre Tätigkeit als Vorsitzende des Evangelisch-Lutherischen Landesverbandes für die weibliche Jugend in Sachsen und der Vereinigung evangelischer Frauenverbände in Sachsen. Ihr Bruder Heinrich Karl Gottfried (genannt Karlfried) Fröhlich (1899–1970) war als Pfarrer in Schmeckwitz und Wurzen tätig.
Der Rektor und Prediger Johannes Karl Heinrich Fröhlich (1826–1881) war Anneroses Großvater. Er gestaltete als Krankenseelsorger und Lehrer der Diakonissenausbildung maßgeblich die Innere Mission in Sachsen, gemeinsam mit seiner Ehefrau, Anneroses Großmutter Hedwig Fröhlich, geborene von Zedtwitz (1833–1922), welche als Hausvorsteherin des Diakonissenhauses Dresden aktiv war. Die Großeltern wohnten in Dresden, zuletzt Holzhofgasse 8, wo auch Tante Hedwig Johanna Fröhlich, Beamtin im Kultusministerium, lebte. Die Gedenkstätte der Familie wurde auf dem St.-Pauli-Friedhof in Dresden-Leipziger Vorstadt angelegt.
In den letzten Jahrzehnten ihres Lebens wohnte Annerose Fröhlich in Hildesheim.

## Karriere
Ab 1909 besuchte Annerose Fröhlich Realgymnasium-Kurse an der Wiederholdschen Töchterschule in Dresden, die unter der Leitung von Anna Nolden standen. 1913 legte sie die Reifeprüfung an der Dreikönigsschule Dresden ab. Anschließend nahm sie das Studium für Geschichte, Deutsch und Religion an der Universität Halle auf. Sie absolvierte außerdem Studienzeiten in Freiburg im Breisgau und in Berlin. Eine sogenannte Ergänzungsprüfung zur humanistischen Reifeprüfung konnte sie 1915 am Königin-Carola-Gymnasium Leipzig erfolgreich ablegen.
Für ihre wissenschaftliche Arbeit „Die Einführung der Reformation in Zwickau“ wurde ihr 1917 an der Universität Leipzig der Grad Doktor der Philosophie verliehen.
In den Jahren 1919 bis 1921 arbeitete Fröhlich als Dozentin an der Sozialen Frauenschule der Inneren Mission Berlin für die Bereiche „Deutsche Geschichte“, Grundzüge der Psychologie, Sozialpädagogik und „Die großen Volkserzieher“. In dieser Zeit war sie aktiv im Arbeitsausschuss zur Lehrplangestaltung.
Als Referentin für Fragen der Wohlfahrtspflege wurde Annerose Fröhlich in der Inneren Mission in Dresden 1922 bis 1928 eingesetzt und folgte damit den Fußstapfen ihrer Großeltern. In dieser Zeit in Dresden übernahm sie von 1923 bis 1927 die Leitung des Landesverbandes Sachsen des Verbandes Evangelischer Wohlfahrtspflegerinnen Deutschlands.
Das Christlich-Soziale Frauenseminar des Deutschen Evangelischen Frauenbundes (DEF) in Hannover verpflichtete die Pädagogin ab 1924 zunehmend. 1940 wurde sie dort schließlich zweite hauptamtliche Lehrkraft für Pädagogik und Psychologie. Sie unterrichtete Fächer wie Volks-, Seelenkunde und Erziehungslehre. Als Oberstudienrätin, hauptsächlich im Fach Kunst, lehrte sie 1941 bis 1960 am Goethegymnasium Hildesheim. In ihrem letzten aktiven Berufsjahr 1960, nahm sie am X. Internationalen Kongress für Religionsgeschichte in Marburg teil.

## Veröffentlichungen
- Organisation und Mechanisation in der sozialen Arbeit, 1922
- Materialien zu einer Sozialgeschichte der Sozialpolitik. In: Sofie Götze's Bibliographie der Wohlfahrtspflege. Band 3. Universität Bremen, 1981, ISBN 978-3-88722-040-2, Pestalozzi und Strafreform, S. 75; 227 (google.de).
- Bericht über die Jubiläumstagung, 1928
- Die Innere Mission in Sachsen in den Jahren 1926–1928, 1929
- Der Ruf an die evangelische Frau im nationalen Staat, 1932 (online)
- Aufgaben der Frau in der Schule und den Bildungsstätten (50. Jubiläum Deutscher Fröbelverband), 1923 (online)
- Evangelische Wohlfahrtspflege als Kulturaufgabe, Magdeburg, 1924
- Die Frau als Erzieherin im Sinne Fröbels, 1924 (online)
- Der Formwille in der Jugendbewegung und die soziologischen Bindungen der Gegenwart, 1927, Hamburg
- Einige Gedanken über die psychologischen Voraussetzungen weiblicher Seelsorgearbeit, 1927
- Wesen und Form des Evangelischen Berufsverbandes (Soziales Schaffen), 1928 (online)